# Prix Ernest-Cormier
Pour un article plus général, voir Prix du Québec.

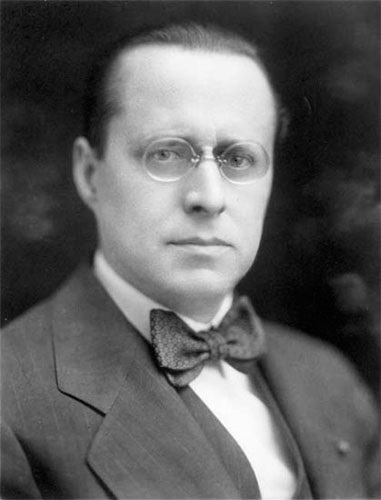
Ernest Cormier au cours des années 1920

Le prix Ernest-Cormier, l’un des Prix du Québec décernés annuellement par le gouvernement du Québec à compter de 2014. Il couronne l’ensemble d’une carrière d’une personne dans les domaines de l’architecture ou du design. Il est nommé en mémoire d'Ernest Cormier.

## Description du prix
Le prix Ernest-Cormier est la plus haute distinction accordée à une personne au Québec pour l’ensemble de son œuvre et de sa carrière dans les domaines de l’architecture ou du design.
Les divers aspects reconnus par ce prix sont l’architecture, l’architecture du paysage, l’urbanisme, le design industriel, le design d’intérieur et le design urbain.
Les critères d’admissibilité au prix sont :
- le candidat doit être citoyen canadien et vivre ou avoir vécu au Québec ;
- une personne ne peut recevoir deux fois le même prix, mais elle peut en recevoir plus d'un la même année ;
- un prix ne peut être attribué à plusieurs personnes à moins que ces personnes participent à des réalisations conjointes ;
- un prix ne peut être attribué à titre posthume.

Le prix comporte :
- une bourse non imposable de 30 000 $ ;
- une médaille en argent réalisée par un artiste québécois ;
- un parchemin calligraphié et un bouton de revers portant le symbole des Prix du Québec, une pièce de joaillerie exclusive aux lauréates et aux lauréats ;
- un hommage public aux lauréats et aux lauréates par le gouvernement du Québec au cours d'une cérémonie officielle.

## Origine du nom
Le prix doit son nom à Ernest Cormier (1885-1980) architecte québécois qui a notamment enseigné à l’École polytechnique de Montréal de 1921 à 1954.

## Lauréats
- 2014 : Gilles Saucier et André Perrotte, associés de l'entreprise Saucier + Perrotte Architectes[1],[2]
- 2015 : non remis[3]
- 2016 : Daoust Lestage, agence d'architecture et de design urbain fondée par Renée Daoust et Réal Lestage[4]
- 2017 : Éric Gauthier, architecte[5]
- 2018 : Manon Asselin, architecte[6]
- 2019 : Jean-Claude Poitras[7]
- 2020 : Malaka Ackaoui et Vincent Asselin[8]
- 2021 : Gérard Beaudet
- 2022 : Alain Fournier
- 2023 : Pierre Thibault
- 2024 : Serge Filion